# Silviya Angelova
Silviya Angelova –en búlgaro, Силвия Ангелова– (22 de junio de 1982) es una deportista azerbaiyana de origen búlgaro que compitió en halterofilia. Ganó una medalla de bronce en el Campeonato Europeo de Halterofilia de 2012, en la categoría de 48 kg.

## Palmarés internacional
| Campeonato Europeo | Campeonato Europeo | Campeonato Europeo | Campeonato Europeo |
| Año                | Lugar              | Medalla            | Categoría          |
| ------------------ | ------------------ | ------------------ | ------------------ |
| 2012               | Antalya (Turquía)  | Medalla de bronce  | 48 kg              |